# جوشوا بارني
جوشوا بارني (بالإنجليزية: Joshua Barney)‏ هو ضابط أمريكي، ولد في 6 يوليو 1759 في بالتيمور في الولايات المتحدة، وتوفي في 10 ديسمبر 1818 في بيتسبرغ في الولايات المتحدة.